# Марвел Студиос
„Марвел Студиос“ (в миналото: „Марвел Филмс“ от 1993 г. до 1996 г.) е американска филмова и телевизионна компания, дъщерна компания на „Уолт Дисни Студиос“. Компанията е известна със създаването на филми от Киновселената на Марвел.
След 2008 г. „Марвел Студиос“ пуска 28 филма от вселената на Марвел и шест тв сериала. Сериалът „Ами ако...?“ е първият анимационен сериал на студиото.